# Каштанов, Виктор Васильевич
Виктор Васильевич Каштанов (род. 23 октября 1941) — советский хоккеист, нападающий. Мастер спорта СССР.

## Биография
10 сезонов (1959/60 — 1968/69) играл в чемпионате СССР за «Химик» Воскресенск. Два сезона провёл в команде второй группы класса «А» «Торпедо» Подольск. В сезоне 1971/72 играл в новообразованном клубе «Спартак» Ташкент.
Несколько лет играл за вторую сборную СССР. Победитель хоккейного турнира зимней Универсиады 1966 года. В марте 1966 года участвовал в турне по Швейцарии в составе московского «Спартака».